# Viaje a la Sierra de Segura
Viaje a la Sierra de Segura es una novela narrativa de Juan José Cuadros, en un viaje a la comarca de la Sierra de Segura. El libro vio la luz varios días antes de su muerte, el 27 de mayo de 1990 en Madrid. Los compañeros del Servicio de Publicaciones del Instituto Geográfico le ofrecieron publicar un trabajo suyo. Posteriormente, los compañeros de forma privada le hicieron un acto de recuerdo. El libro va dedicado a Maruja y Almudena.
En el año 1964 comenzó a bosquejar este libro, modelándolo poco a poco, en sus viajes esporádicos a tierras de Jaén, concluyendo el trabajo en Madrid por el año 1985. Cinco años más tarde es cuando el ING le da vida con su publicación, que fue la única que editó de su género. La edición a los pocos años se agotó, y después no se volvió a reeditar de nuevo, por lo que se considera como un libro fantasma.

## A modo de prólogo
El viaje comienza con unos versos de Ramón de Garciasol, Billete a Juan José Cuadros deseándole suerte al andariego y esperar recibir buenas nuevas de su infancia y de su patria chica. También lo compara con ese viaje a la Alcarria de don Camilo. Así ve con buenos ojos esa senda de su sueño con ráfagas serranas, con rebanadas de pan y miel, -que en la Sierra de Segura son con aceite de oliva-. 

## Estructura
- Introinto
- Primera zancada
- La Sierra en desvelo
- Cuesta arriba hasta Segura
- Cortijos Nuevos, capital de la Sierra
- Donde aparece don Martín
- A campo a través
- En Beas de Segura